# Église Notre-Dame-des-Prés de Mondeville
Pour les articles homonymes, voir Église Notre-Dame.
L'église Notre-Dame-des-Prés, appelée communément vieille église de Mondeville, est une église catholique située à Mondeville, en France.

## Localisation
L'église est située dans le département français du Calvados, à l'ouest du territoire de la commune de Mondeville, en dehors de l'agglomération.

## Architecture
L'édifice est classé au titre des monuments historiques depuis le 22 juillet 1913.

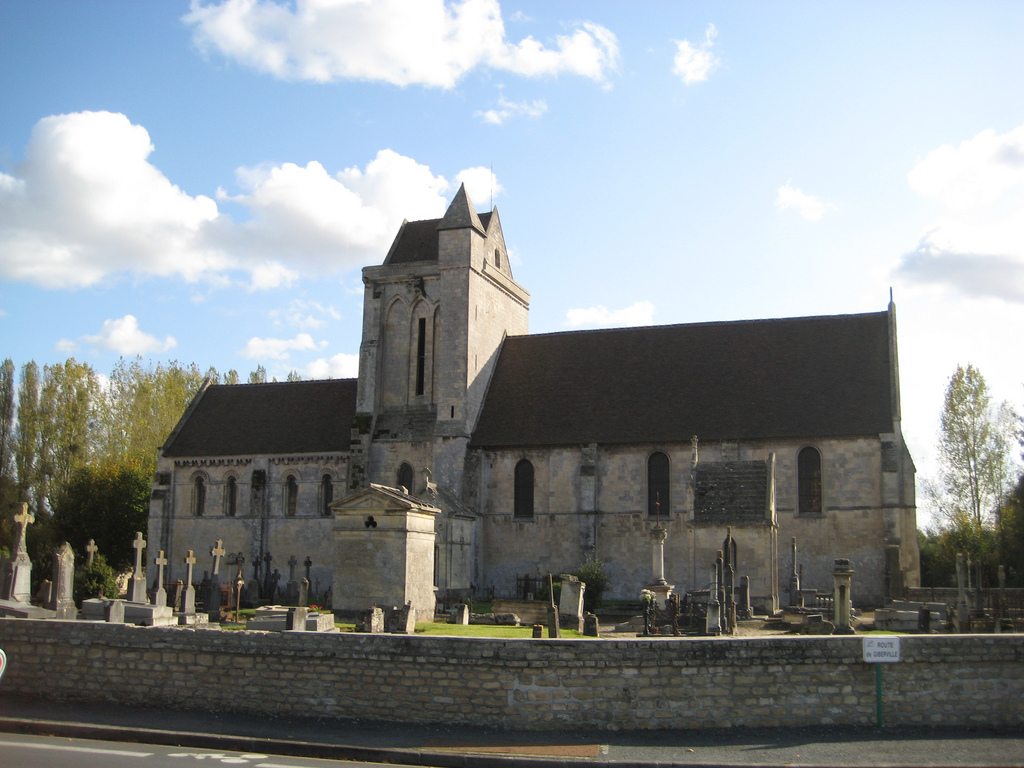
La façade nord.
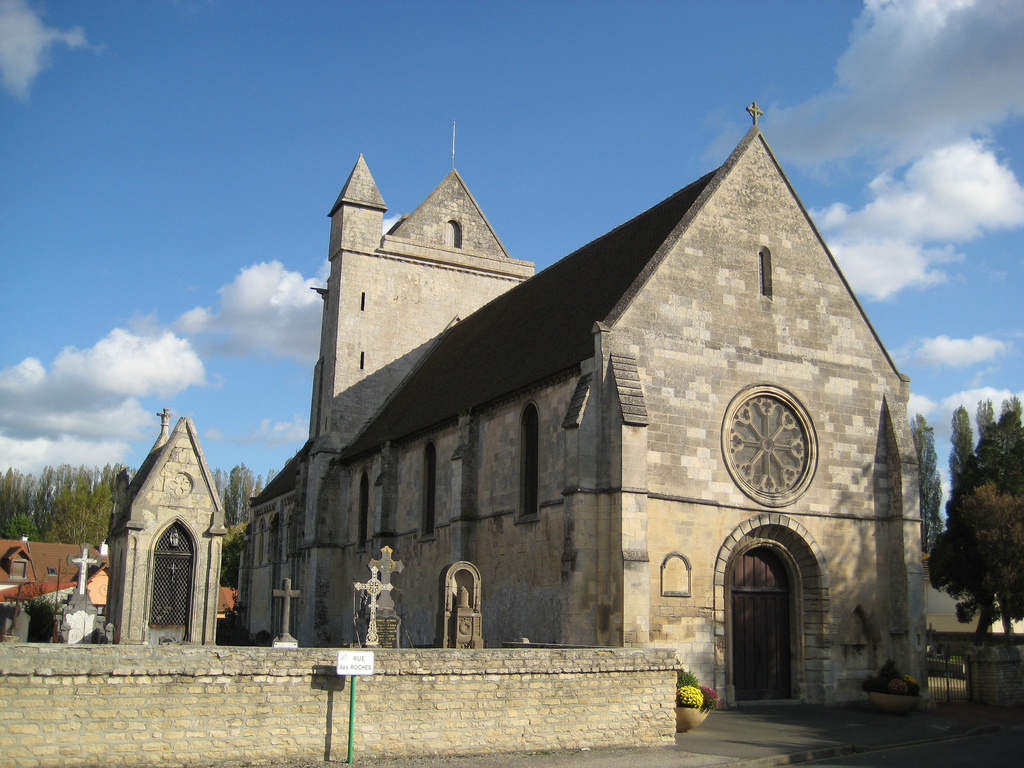
Le portail occidental.
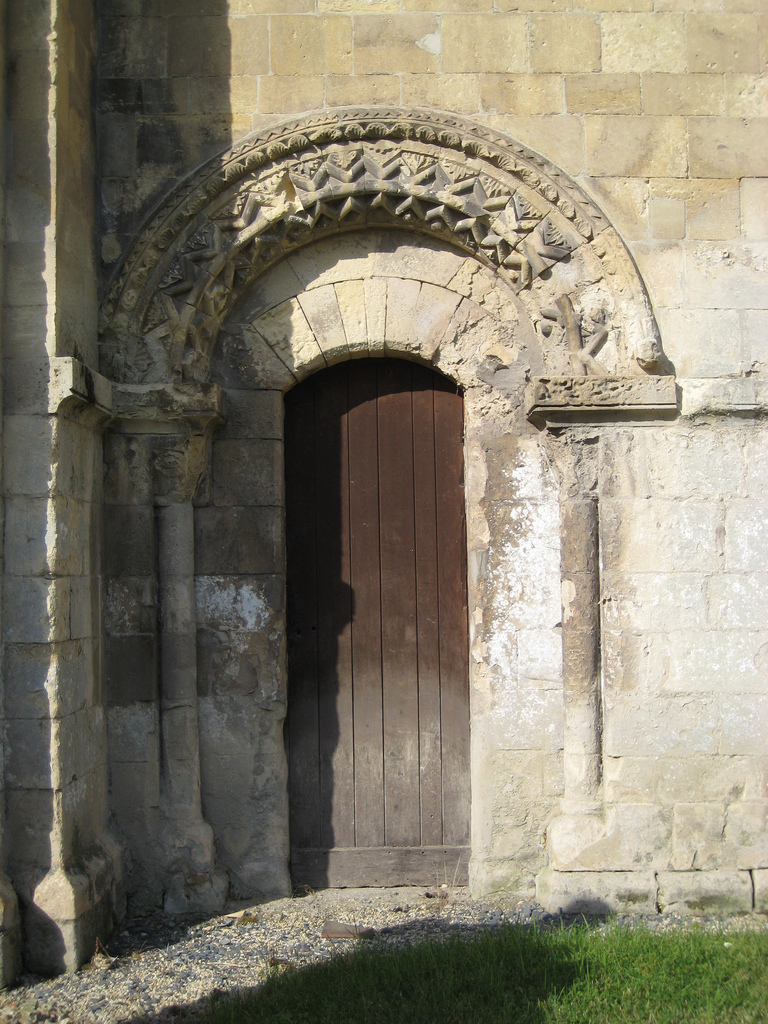
Porte romane au sud.
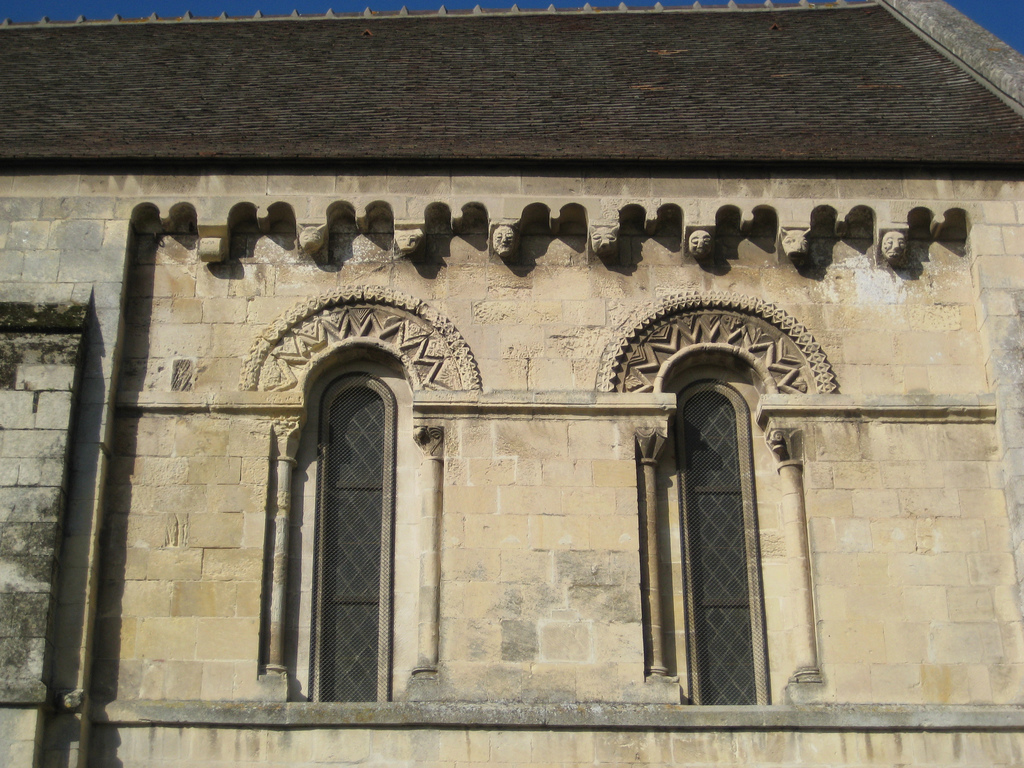
Baies romanes.

## Mobilier
L'église abrite sous un enfeu un gisant du XIVe siècle classé à titre d'objet.